# Mark 12
Mark 12 foi uma linha de bombas de fissão dos Estados Unidos da América produzida em 1954, por razões desconhecidas o projeto foi apelidado de brok, ele foi um salto pois apresentava o seu peso a altura do tamanho, diferente de bombas anteriores como Little Boy, Fat Man, Mark 5 e Mark 6 por exemplo.
Em comparação com o Mark 7, o Mark 12 tinha 22 polegadas de diâmetro contra 30 do Mark 7, mesmo com um tamanho menor ele rendia 40% a mais que o M 7, iriam produzir uma ogiva chamada de W12 usando o Mark 12 como referência, porem o projeto foi cancelado rapidamente.
A bomba completa tinha 22 centímetros de diâmetro, 155 cm de comprimento e pesava de 1.100 a 1.200 quilos. Ele tinha um rendimento de 12 a 14 quilotons.

## Referencias
- allbombs.html list at nuclearweaponarchive.org
- Historical nuclear bombs list at globalsecurity.org